# دير القديس المخلص
دير المخلص (العبرية: מנזר סן סלוודור) هو دير فرنسيسكاني كاثوليكي يقع في شارع القديس فرنسيس الأول، شرقي الباب الجديد في البلدة القديمة في القدس. تم شراء الموقع من الكنيسة الأرثوذكسية الجورجية في عام 1560 بإذن من السلطان سليمان القانوني من الإمبراطورية العثمانية، وتم بناء الدير على مراحل. تم تشييد مبنى الكنيسة في عام 1885، وتم تجديده في عام 1985. ويضم الموقع مطبعة وورشة عمل للأرغن ومكتبة ومدرسة كاثوليكية.

## تاريخ
بنى الدير على عدة مراحل في موقع تم نقله إلى الرهبنة الفرنسيسكانية من الكنيسة الأرثوذكسية الجورجية في عامي 1558-1559 من قبل السلطان سليمان القانوني.
وبما أن مبنى الكنيسة القديم لم يعد يعتبر كافياً لتلبية احتياجات الرعية، فقد أصدر السلطان عبد المجيد الأول في عام 1850 الأمر بهدم الكنيسة القديمة وبناء كنيسة جديدة مكانها، بشرط ألا تكون الكنيسة الجديدة أكبر من الكنيسة القديمة. وقد قدم الإمبراطور النمساوي المجري فرانز جوزيف الأول الدعم الرسمي لبناء الكنيسة خلال زيارته إلى القدس في عام 1869. في البداية، قدم فرانز جوزيف الأول مساهمته بشرط أن يتم بناء الكنيسة وفقًا لخطط المهندس المعماري الخاص به. ورغم أن زعماء الرهبنة الفرنسيسكانية رفضوا هذا الشرط، إلا أنه وافق على المساهمة بمبلغ 60 ألف فرنك للمشروع. استغرق البناء ثلاث سنوات واكتمل في 29 نوفمبر 1885.
كان مهندس الكنيسة، الأب رافاييل سينجولاني من مونتي كاسيانو، مستوحى من أعمال المهندس المعماري الإيطالي جياكومو باروزي دا فيجنولا. تم بناء الكنيسة على الطراز النموذجي للبازيليكا. على عكس معظم مباني الكنائس المبنية على محور شرقي غربي مع الحنية والمذبح في الشرق، تم بناء كنيسة المخلص على طول محور شمالي جنوبي. يقع برج الساعة على جانب الكنيسة.
في عام 1932، تمت إضافة طابقين إلى برج الساعة تكريماً للذكرى السنوية الـ 700 لوفاة القديس أنطونيوس البادواي. في عام 1985، تم تجديد الكنيسة والدير تكريما للذكرى المئوية لبنائها.
على مر السنين، تم بناء مدرسة كاثوليكية للبنين والبنات، ومطبعة، وورشة عمل للأرغن في مجمع الدير، وما زالت تعمل حتى اليوم.